# Fenylglycidylether
Fenylglycidylether is een organische verbinding met als brutoformule C9H10O2. Het is een kleurloze vloeistof met een kenmerkende geur.

## Toxicologie en veiligheid
De stof kan waarschijnlijk ontplofbare peroxiden vormen. Fenylglycidylether reageert met sterk oxiderende stoffen, zuren en basen.